# Terraformarea lui Marte

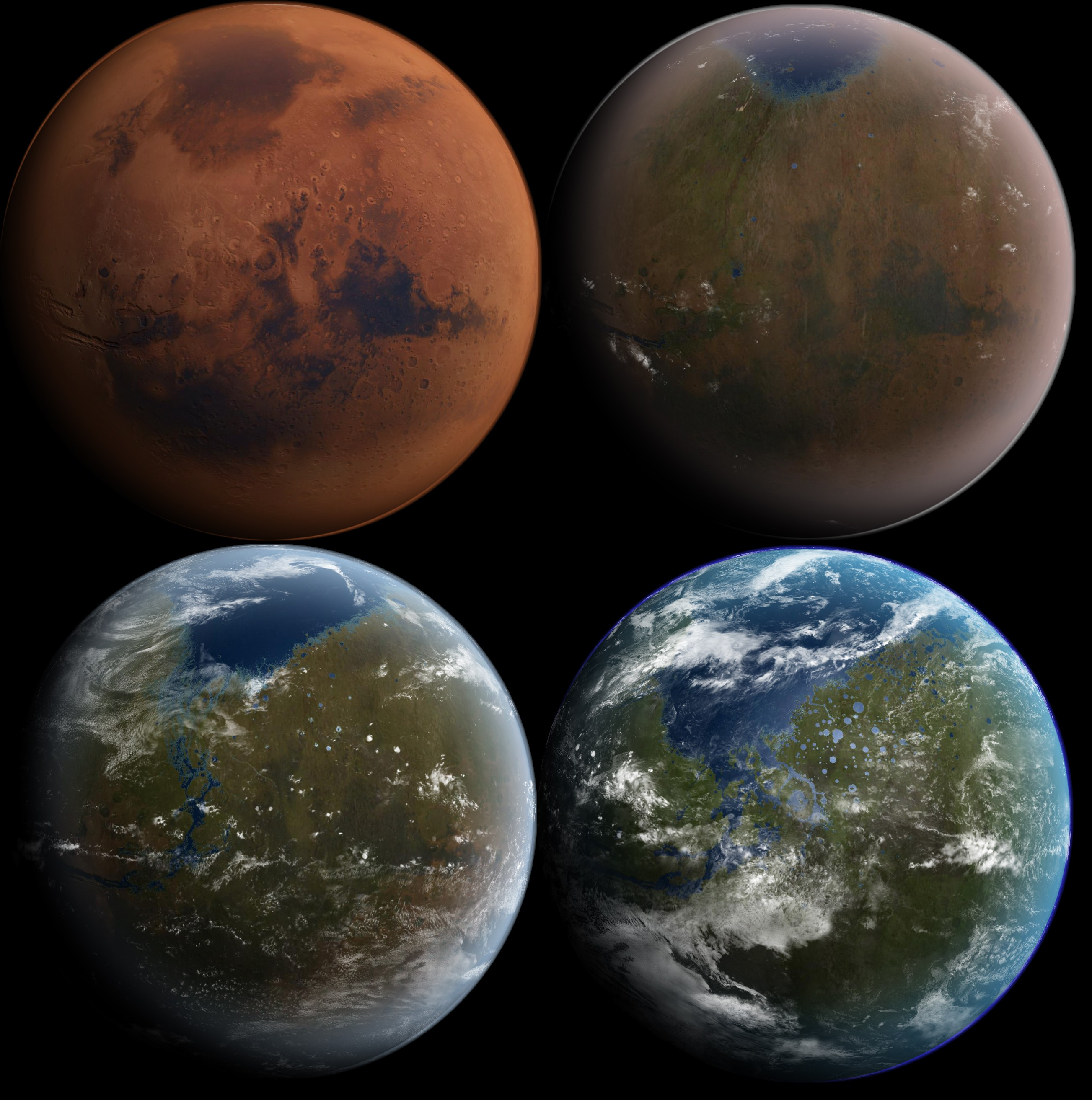
Concepție artistică a procesului de terraformare a planetei Marte

Terraformarea planetei Marte este o procedură ipotetică care ar consta dintr-un proiect sau proiecte simultane de inginerie planetară cu scopul de a transforma Marte dintr-o planetă ostilă vieții terestre într-una care să poată găzdui sustenabil oameni și alte forme de viață fără necesitatea protecției sau medierii constante. Procesul ar implica modificarea climei, atmosferei și suprafeței existente a planetei printr-o varietate de inițiative ce necesită resurse ample, precum și instalarea unui ecosistem sau a unor ecosisteme noi.
Alegererea lui Marte ca țintă pentru terraformare față de alte planete potențiale se bazează pe prezența apei și pe istoria sa geologică, care sugerează că odinioară a avut o atmosferă densă, similară Pământului. Totuși, terraformarea lui Marte presupune pericole și dificultăți majore, printre care: gravitația scăzută, solul toxic, nivelul scăzut de lumină comparativ cu Pământul și lipsa unui câmp magnetic.
Există dezacorduri cu privire la posibilitatea ca tehnologia actuală să poată face planeta Marte locuibilă. Motivele împotriva terraformării includ  aspecte etice referitoare la modificarea planetei și costurile considerabile pe care le-ar implica o astfel de operațiune. Argumentele pentru terraformarea planetei includ diminuarea îngrijorărilor legate de utilizarea și epuizarea resurselor pe Pământ, precum și ideea că adaptarea și colonizarea ulterioară sau simultană a altor planete ar reduce riscul dispariției umanității.

## Motivație și efecte secundare

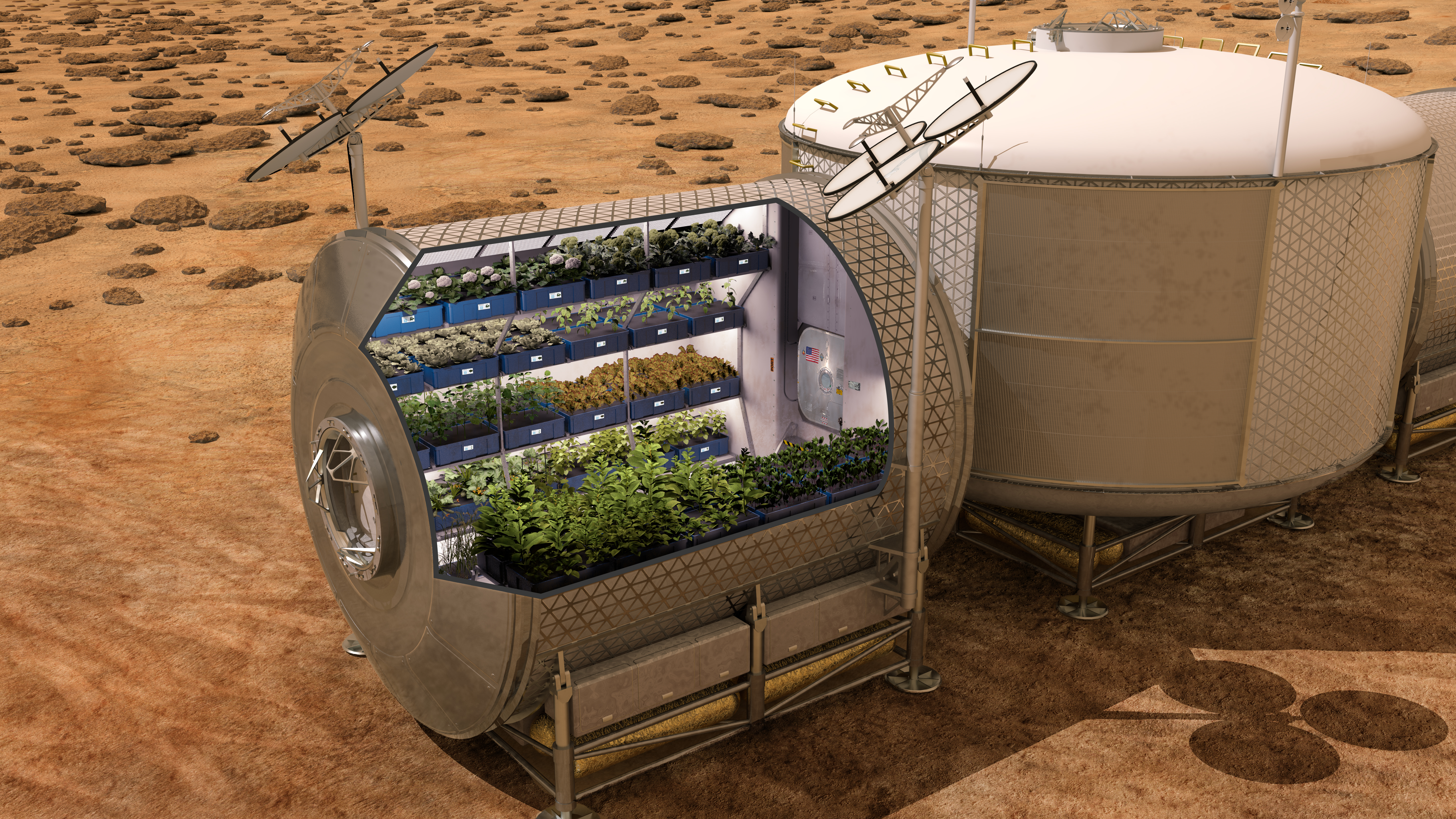
Ilustrație a unor plante care cresc într-o bază marțiană ipotetică

Creșterea populației în viitor, necesarul crescut de resurse și o soluție alternativă la argumentul Zilei Judecății ar putea necesita colonizarea umană a altor corpuri cerești în afara Pământului, precum Marte, Luna și alte obiecte. Colonizarea spațială ar facilita exploatarea resurselor energetice și materiale ale Sistemului Solar.
Din multe puncte de vedere, Marte este cea mai asemănătoare Pământului dintre toate planetele din Sistemul Solar. Se presupune că Marte a avut un mediu mai asemănător Pământului în stadiile incipiente ale istoriei sale geologice, cu o atmosferă mai groasă și apă din belșug, pierdute de-a lungul a sute de milioane de ani prin procese de pierdere atmosferică. Având în vedere aceste similarități și proximitatea față de Pământ, Marte devine una dintre cele mai plauzibile ținte pentru terraformare din Sistemul Solar.
Efecte secundare ale terraformării ar putea include deplasarea sau distrugerea oricărei forme de viață indigene, dacă aceasta există.

## Provocări și limitări

Această diagramă prezintă modificarea atmosferei care scapă de pe Marte dacă temperatura medie ar fi apropiată de cea de pe Pământ. Se crede că Marte a fost caldă în trecut (din cauza dovezilor privind existența apei lichide la suprafață), iar terraformarea ar face-o caldă din nou. La aceste temperaturi, oxigenul și azotul ar scăpa în spațiu mult mai repede decât o fac astăzi.

Pe Marte găsim numeroase provocări de terraformare care trebuie depășite, iar amploarea terraformării ar putea fi limitată de anumiți factori cheie de mediu. Procesul de terraformare își propune să diminueze, printre altele, următoarele diferențe dintre Marte și Pământ:
- Niveluri reduse de lumină (aproximativ 60% din cele de pe Pământ)[8]
- Gravitație scăzută la suprafață (38% din cea a Pământului)
- Atmosferă irespirabilă[9]
- Presiune atmosferică scăzută (aproximativ 1% din cea a Pământului; sub limita Armstrong)
- Radiații solare și cosmice ionizante la suprafață[10]
- Temperatură medie de -63°C (comparativ cu media de 14°C pe Pământ)[11]
- Instabilitate moleculară - legăturile dintre atomi se rup în moleculele critice, cum ar fi compușii organici
- Furtuni globale de praf
- Nicio sursă naturală de hrană[12]
- Sol toxic[13][14]
- Lipsa unui câmp magnetic global pentru a proteja împotriva vântului solar

### Combaterea efectelor fenomenelor spațiale
Marte nu are un câmp magnetic global intrinsec, însă vântul solar interacționează direct cu atmosfera planetei, ducând la formarea unei magnetosfere din tuburi de câmp magnetic. Acest aspect creează dificultăți în ceea ce privește reducerea radiațiilor solare și păstrarea atmosferei.
Lipsa câmpului magnetic, masa relativ mică a planetei și fotochimia atmosferei marțiene au contribuit toate, în timp, la evaporarea și pierderea apei lichide de la suprafață. Sondele aflate pe orbită în jurul lui Marte au detectat ejectarea atomilor din atmosfera marțiană cauzată de vântul solar, indicând faptul că acesta a erodat constant atmosfera planetei. Prin comparație, Venus are o atmosferă densă, însă conține doar urme de vapori de apă (20 ppm) deoarece îi lipsește un câmp magnetic puternic de tip dipolar. Stratul de ozon al Pământului oferă protecție suplimentară, blocând radiația ultravioletă înainte ca aceasta să poată disocia apa în hidrogen și oxigen.

### Gravitație și presiune scăzută
Gravitația la suprafața lui Marte este de 38% din cea de pe Pământ. Nu se știe încă dacă aceasta este suficientă pentru a împiedica apariția problemelor de sănătate asociate cu lipsa gravitației.
Atmosfera marțiană, compusă în principal din CO2, are o presiune de aproximativ 1% din cea a Pământului la nivelul mării. Se estimează că există suficientă gheață CO2 în regolit și în calota polară sudică pentru a forma o atmosferă cu o presiune de 30 până la 60 de kilopascali (kPa) dacă este eliberată prin încălzirea planetei. Reapariția apei lichide pe suprafața marțiană ar contribui la efectul de încălzire și la densitatea atmosferei, însă gravitația mai mică a lui Marte necesită o coloană de aer de 2,6 ori mai mare decât cea a Pământului pentru a obține o presiune optimă de 100 kPa (15 psi) la suprafață. Pentru a crește densitatea atmosferei ar fi necesare substanțe volatile suplimentare aduse din surse externe, cum ar fi redirecționarea unor asteroizi masivi (40-400 de miliarde de tone în total) care conțin amoniac (NH
3) ca sursă de azot.

### Respirația pe Marte
Presiunea atmosferică pe Marte, de mai puțin de 1 kPa (0,15 psi), este cu mult sub limita Armstrong de 6 kPa (0,87 psi). La această presiune extrem de scăzută, lichidele corporale expuse, cum ar fi saliva, lacrimile și lichidele care umezesc alveolele pulmonare, ar fierbe. Fără un costum presurizat, niciun aport de oxigen respirabil furnizat nu ar putea susține viața bazată pe oxigen pentru mai mult de câteva minute. Un raport tehnic NASA, Rapid (Explosive) Decompression Emergencies in Pressure-Suited Subjects [Urgențe de decompresie rapidă (explozivă) la subiecții în costume presurizate], menționează cazul unui supraviețuitor expus la o presiune sub limita Armstrong care a declarat că "ultima sa amintire conștientă a fost aceea a apei de pe limbă care a început să fiarbă". În aceste condiții, oamenii mor în câteva minute dacă nu poartă un costum presurizat care să le asigure suportul vieții.
Dacă presiunea atmosferică de pe Marte ar putea crește peste 19 kPa (2,8 psi), atunci nu ar mai fi nevoie de un costum presurizat. Vizitatorii ar trebui să poarte doar o mască care să furnizeze oxigen 100% sub presiune pozitivă. O creștere suplimentară la 24 kPa (3,5 psi) a presiunii atmosferice ar permite utilizarea unei măști simple care să furnizeze oxigen pur. Aceasta ar putea semăna cu alpiniștii care se aventurează în zone cu presiune sub 37 kPa (5,4 psi), numită și zona morții, unde o cantitate insuficientă de oxigen îmbuteliat a dus adesea la hipoxie și decese. Totuși, dacă creșterea presiunii atmosferice s-ar realiza prin creșterea concentrației de CO2 (sau a altui gaz toxic), masca ar trebui să garanteze că atmosfera externă nu pătrunde în aparatul respirator. Concentrații de dioxid de carbon de doar 1% provoacă somnolență la oameni. Concentrații de 7% până la 10% pot provoca asfixierea, chiar și în prezența suficientului oxigen. (A se vedea Toxicitatea dioxidului de carbon pentru mai multe detalii.)
În 2021, roverul american Perseverance de pe Marte a reușit să producă oxigen pe Planeta Roșie. Totuși, procesul este complex și necesită o perioadă considerabilă de timp pentru a produce o cantitate mică de oxigen.

## Avantaje

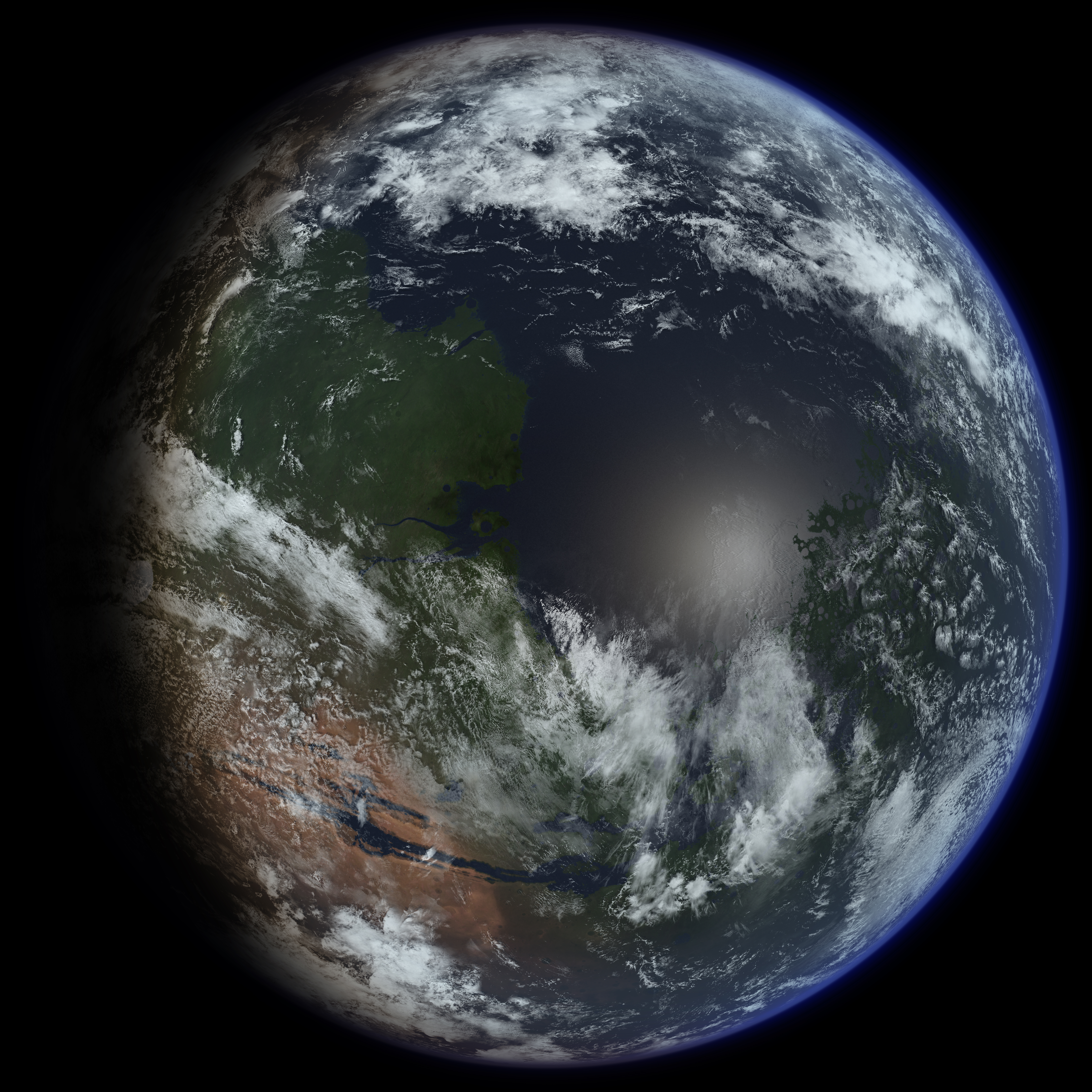
Marte ipotetic terraformată

Conform oamenilor de știință, Marte se află la marginea exterioară a zonei locuibile, o regiune din Sistemul Solar unde apa lichidă la suprafață ar putea fi susținută dacă prezența unor gaze cu efect de seră concentrate ar crește presiunea atmosferică. Lipsa atât a unui câmp magnetic, cât și a activității geologice pe Marte ar putea fi rezultatul dimensiunii sale relativ mici, care a permis interiorului să se răcească mai repede decât cel al Pământului, deși detaliile acestui proces nu sunt încă pe deplin înțelese.
Există indicii puternice conform cărora Marte a avut odată o atmosferă la fel de groasă ca a Pământului într-o etapă anterioară a dezvoltării sale, iar presiunea sa a susținut o cantitate abundentă de apă lichidă la suprafață. Deși apa pare să fi fost odată prezentă pe suprafața marțiană, gheața din sol există în prezent de la latitudinile medii până la poli. Solul și atmosfera lui Marte conțin multe dintre elementele principale cruciale pentru viață, inclusiv sulf, azot, hidrogen, oxigen, fosfor și carbon.
Orice schimbare climatică pe termen scurt pe Marte este probabil să fie determinată de încălzirea globală produsă de o creștere a dioxidului de carbon (CO
2) atmosferic și o creștere ulterioară a vaporilor de apă din atmosferă. Aceste două gaze sunt singurele surse probabile de încălzire globală disponibile în cantități mari în mediul marțian. Sub suprafața lui Marte există cantități mari de apă înghețată, precum și pe suprafață la poli, unde este amestecată cu gheață carbonică, CO2 înghețat. Cantități semnificative de apă sunt situate la polul sud al lui Marte, care, dacă ar fi topită, ar corespunde unui ocean planetar cu o adâncime de 5-11 metri. Dioxidul de carbon (CO2) înghețat la poli sublimează în atmosferă în timpul verilor marțiene, iar în urmă rămân cantități mici de reziduuri de apă, pe care vânturile puternice le îndepărtează de poli cu viteze de aproximativ 400 km/h (250 mph). Această apariție sezonieră transportă cantități mari de praf și apă înghețată în atmosferă, formând nori de gheață asemănători Pământului.
Majoritatea oxigenului din atmosfera marțiană este prezent sub formă de dioxid de carbon (CO2), componenta principală a atmosferei. Oxigenul molecular (O2) există doar în cantități infime. Cantități mari de oxigen se găsesc și în oxizi metalici de pe suprafața marțiană și în sol, sub formă de pernitrați. Analiza mostrelor de sol prelevate de sonda Phoenix a indicat prezența percloratului, care a fost folosit pentru a elibera oxigen în generatoarele chimice de oxigen. Electroliza ar putea fi utilizată pentru a separa apa de pe Marte în oxigen și hidrogen, dacă ar exista apă lichidă și electricitate suficiente. Cu toate acestea, dacă ar fi eliberat în atmosferă, s-ar pierde în spațiu.

## Metode și strategii propuse
| Proprietate atmosferică | Marte                        | Pământ                        |
| ----------------------- | ---------------------------- | ----------------------------- |
| Presiune                | 0,61 kilopascali (0,088 psi) | 101,3 kilopascali (14,69 psi) |
| Dioxid de carbon (CO2)  | 96,0%                        | 0,04%                         |
| Argon (Ar)              | 2,1%                         | 0,93%                         |
| Azot (N2)               | 1,9%                         | 78,08%                        |
| Oxigen (O2)             | 0,145%                       | 20,94%                        |

Terraformarea lui Marte ar presupune trei schimbări majore interconectate: reconstruirea magnetosferei, îngroșarea atmosferei și creșterea temperaturii. Atmosfera marțiană este relativ subțire și are o presiune la suprafață foarte scăzută. Deoarece atmosfera sa este formată în principal din CO2, un gaz cu efect de seră cunoscut, odată ce Marte începe să se încălzească, CO2 poate ajuta la menținerea energiei termice în apropierea suprafeței. Mai mult, pe măsură ce se încălzește, mai mult CO2 ar trebui să intre în atmosferă din rezervele înghețate de la poli, intensificând efectul de seră. Acest lucru înseamnă că cele două procese de construire a atmosferei și încălzirea acesteia s-ar ajuta reciproc, favorizând terraformarea. Totuși, ar fi dificil să menținem atmosfera intactă din cauza lipsei unui câmp magnetic global protector împotriva eroziunii provocate de vântul solar.

### Importul de amoniac
O metodă de a spori atmosfera marțiană este introducerea amoniacului (NH3). Amoniacul în stare înghețată este probabil prezent în cantități mari pe planetele minore care orbitează în zonele exterioare ale Sistemului Solar. Ar putea fi posibilă redirecționarea orbitelor acestor corpuri sau a unor obiecte mai mici bogate în amoniac, pentru a le face să se ciocnească cu Marte, transferând astfel amoniacul în atmosfera marțiană. Cu toate acestea, amoniacul nu este stabil în atmosfera marțiană. Acesta se descompune în azot (diatomic) și hidrogen după câteva ore. Prin urmare, deși amoniacul este un gaz cu efect de seră puternic, este puțin probabil să genereze o încălzire semnificativă a planetei. Se presupune că azotul gazos ar fi în cele din urmă epuizat prin aceleași procese care au îndepărtat o mare parte din atmosfera originală a planetei Marte, dar se crede că aceste procese au necesitat sute de milioane de ani. Fiind mult mai ușor, hidrogenul ar fi eliminat mult mai rapid. Dioxidul de carbon are o densitate de 2,5 ori mai mare decât amoniacul, iar azotul gazos, pe care Marte îl păstrează cu dificultate, are o densitate de peste 1,5 ori mai mare, astfel încât orice amoniac importat care nu s-ar descompune s-ar pierde rapid în spațiu.

### Importul de hidrocarburi
O altă metodă de a crea o atmosferă marțiană ar fi importul de metan (CH4) sau alți hidrocarburi, care sunt comune în atmosfera lui Titan și pe suprafața sa. Metanul ar putea fi eliberat în atmosferă unde ar acționa ca un factor care amplifică efectul de seră. Totuși, la fel ca amoniacul (NH3), metanul (CH4) este un gaz relativ ușor. De fapt, este chiar mai puțin dens decât amoniacul și, prin urmare, s-ar pierde similar în spațiu dacă ar fi introdus, și chiar mai rapid decât amoniacul. Chiar dacă s-ar găsi o metodă de a-l împiedica să scape în spațiu, metanul poate exista în atmosfera marțiană doar pentru o perioadă limitată înainte de a fi distrus. Estimările duratei sale de viață variază între 0,6 și 4 ani.

### Utilizarea compușilor cu fluor
Pentru a încălzi inițial Marte și a menține stabilitatea climatică pe termen lung, au fost sugerate gaze cu efect de seră deosebit de puternice, cum ar fi hexafluorura de sulf, clorofluorocarburile (CFC) sau perfluorocarburile (PFC). Introducerea acestor gaze este propusă deoarece generează un efect de seră de mii de ori mai puternic decât cel al CO2. Compușii pe bază de fluor, cum ar fi hexafluorura de sulf și perfluorocarburile, sunt preferați celor pe bază de clor, deoarece ultimii distrug stratul de ozon. S-a estimat că ar fi nevoie de introducerea a aproximativ 0,3 microbari de CFC în atmosfera marțiană pentru a sublima calotele glaciare CO2 de la polul sud. Aceasta este echivalentă cu o masă de aproximativ 39 de milioane de tone, adică de aproximativ trei ori cantitatea de CFC fabricate pe Pământ din 1972 până în 1992 (când producția de CFC a fost interzisă prin tratat internațional). Menținerea temperaturii ar necesita o producție continuă a acestor compuși, deoarece sunt distruși prin fotoliză. S-a estimat că introducerea anuală a 170 de kilotone de compuși optimi de gaze cu efect de seră (CF3CF2CF3, CF3SCF2CF3, SF6, SF5CF3, SF4(CF3 )2) ar fi suficientă pentru a menține un efect de seră de 70 K, având în vedere o atmosferă terraformată cu presiune și compoziție similare Pământului.
Propunerile tipice prevăd producerea gazelor pe Marte folosind materiale extrase local, energie nucleară și un efort industrial semnificativ.  Studiile mineralogice ale lui Marte susțin potențialul de a mina minerale care conțin fluor pentru a obține materia primă necesară pentru producția de CFC și PFC. Aceste studii estimează prezența elementară a fluorului în compoziția generală a lui Marte la 32 ppm în greutate (comparativ cu 19,4 ppm pentru Pământ).
Ca alternativă, CFC-urile ar putea fi introduse prin trimiterea unor rachete încărcate cu CFC-uri comprimate pe traiectorii de coliziune cu Marte. La impactul cu suprafața, rachetele s-ar sparge, eliberându-și încărcătura în atmosferă. Când rachetele se prăbușeau la suprafață, își eliberau încărcăturile utile în atmosferă. Un baraj constant din astfel de "rachete CFC" ar trebui menținut timp de puțin peste un deceniu, până când Marte se va transforma chimic și va deveni mai caldă."

### Utilizarea oglinzilor orbitale
Pentru a crește cantitatea totală de radiație solară pe care o primește Marte, oglinzi fabricate dintr-o peliculă PET aluminizată subțire ar putea fi plasate pe orbită în jurul planetei. Aceasta ar direcționa lumina Soarelui către suprafață și ar putea crește direct temperatura acesteia. Oglinda cu o rază de 125 km ar putea fi poziționată ca un satelit staționar, profitând de eficiența sa ca velă solară pentru a orbita într-o poziție fixă față de Marte, în apropiere de poli, pentru a sublima calota glaciară de CO2 și a contribui la efectul de seră încălzitor. Cu toate acestea, au fost identificate anumite probleme legate de această idee. Preocuparea principală este dificultatea lansării unor oglinzi de dimensiuni mari de pe Pământ.

### Bombardarea planetei Marte cu arme nucleare
Detonarea unor bombe nucleare pe calotele polare ale lui Marte este o idee propusă de Elon Musk, cunoscută sub numele de "Nuke Mars" (în traducere liberă: "Să detonăm bombe nucleare pe Marte"). Exploziile ar vaporiza calotele glaciare, eliberând dioxid de carbon și vapori de apă în atmosferă. Ambele sunt gaze cu efect de seră care ar încălzi planeta. O atmosferă mai groasă ar putea apoi să capteze căldură de la Soare, crescând potențial temperatura planetei la niveluri asemănătoare Pământului. Formarea apei lichide ar putea fi extrem de favorabilă pentru plantele producătoare de oxigen, permițând astfel supraviețuirea umană.
Studiile sugerează că, chiar dacă tot CO2-ul blocat în calotele polare și regolitul marțian ar fi eliberat, nu ar fi suficient pentru a crea un efect de seră care să transforme Marte într-o planetă similară Pământului. O altă critică este că detonațiile ar putea ridica o cantitate atât de mare de praf și particule încât să blocheze o parte importantă a luminii solare, provocând o iarnă nucleară, exact opusul obiectivului.

### Reducerea albedo-ului
Pentru a valorifica mai eficient lumina solară primită în scopul încălzirii atmosferei, s-ar putea reduce albedo-ul suprafeței marțiene. Albedo reprezintă gradul de reflectivitate al unei suprafețe. Scăderea acestuia ar duce la absorbția unei cantități mai mari de căldură. Acest lucru s-ar putea realiza prin răspândirea prafului întunecat de pe Phobos și Deimos, lunile lui Marte, care se numără printre cele mai negre corpuri din Sistemul Solar. O altă variantă ar fi introducerea unor forme de viață microbiene extremofile de culoare închisă, precum licheni, alge și bacterii. Astfel, solul ar absorbi mai multă lumină solară, încălzind atmosfera. Totuși, Marte este deja a doua cea mai întunecată planetă din sistemul solar, absorbind peste 70% din lumina solară primită, așadar posibilitățile de a o închide la culoare și mai mult sunt limitate.
Dacă algele sau alte forme de viață verde ar fi implantate pe Marte, acestea ar contribui, de asemenea, cu o cantitate mică de oxigen la atmosferă, deși nu suficientă pentru ca oamenii să poată respira. Procesul de conversie pentru a produce oxigen se bazează în mare măsură pe apă, fără de care CO2 este transformat în mare parte în carbohidrați. În plus, deoarece pe Marte oxigenul atmosferic se pierde în spațiu (cu excepția cazului în care ar fi creată o magnetosferă artificială; vezi „Protejarea atmosferei” mai jos), o astfel de viață ar trebui cultivată într-un sistem închis.
Pe 26 aprilie 2012, oamenii de știință au raportat că lichenul a supraviețuit și a arătat rezultate remarcabile asupra capacității de adaptare a activității fotosintetice în timpul de simulare de 34 de zile în condițiile marțiane în Laboratorul de simulare pe Marte (MSL) întreținut de Centrul Aerospațial German (DLR).
O ultimă problemă cu reducerea albedo-ului o reprezintă furtunile de praf frecvente pe Marte. Acestea acoperă întreaga planetă timp de săptămâni și nu doar că măresc albedo-ul, dar blochează și lumina Soarelui să ajungă la suprafață. S-a observat că acest fenomen determină o scădere a temperaturii la suprafață, de pe urma căreia planeta își revine abia după luni. Odată ce praful se așază, acesta acoperă tot ce se află dedesubt, ștergând efectiv materialul folosit pentru reducerea albedo-ului din calea luminii solare.

### Cercetare finanțată: ecopoieza

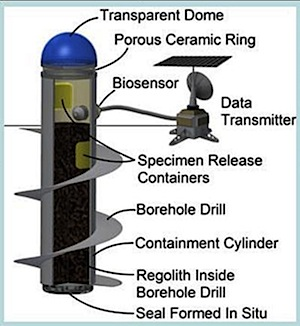
Modelul de testare a ecopoiezei pe Marte (METB) arată cupola transparentă care permite căldura solară și fotosinteza, precum și sistemul tip dop de plută pentru colectarea și sigilarea solului marțian împreună cu organisme terestre producătoare de oxigen. Lungimea totală este de aproximativ 7 centimetri (2,8 in).

Din 2014, programul Institutului NASA pentru concepte avansate (NIAC) și compania Techshot Inc. colaborează pentru a dezvolta biodomuri sigilate care ar folosi colonii de cianobacterii și alge producătoare de oxigen pentru a genera oxigen molecular (O2) pe solul marțian. Însă, mai întâi trebuie să testeze dacă funcționează la scară mică pe Marte. Propunerea se numește Mars Ecopoiesis Test Bed (Patul de testare a ecopoiezei pe Marte). Eugene Boland este director științific la Techshot, o companie situată în Greenville, Indiana. Aceștia intenționează să trimită recipiente mici sigilate cu alge fotosintetice extremofile și cianobacterii la bordul unei viitoare misiuni cu rover. Roverul ar înșuruba recipientele de 7 cm (2,8 in) cu ajutorul unui sistem tip dop de plută în locații selectate susceptibile să aibă scurgeri temporare de apă lichidă, prelevând o parte din solul marțian și apoi eliberând microorganisme producătoare de oxigen pentru a crește în interiorul solului sigilat. Dispozitivul ar folosi gheață subterană marțiană pe măsură ce aceasta își schimbă starea în apă lichidă. Ulterior, sistemul ar căuta oxigenul eliberat ca produs secundar metabolic și ar transmite rezultatele către un satelit-releu care orbitează Marte.
Dacă acest experiment funcționează pe Marte, echipa își propune să construiască mai multe structuri mari și sigilate numite biodomuri, pentru a produce și colecta oxigen pentru sistemele de suport vital ale unei viitoare misiuni umane pe Marte. Capacitatea de a crea oxigen acolo ar duce la economii considerabile de costuri pentru NASA și ar permite vizite umane mai lungi pe Marte decât ar fi posibil dacă astronauții ar trebui să își transporte propriile rezervoare grele de oxigen. Acest proces biologic, numit ecopoieză, ar fi izolat în zone conținute și nu are ca scop o formă de inginerie planetară globală  pentru transformarea atmosferei lui Marte. Totuși, NASA declară că „Acesta va fi primul salt major de la studiile de laborator la implementarea cercetării experimentale (în opoziție cu cea analitică) situ pe o planetă, care prezintă cel mai mare interes pentru biologia planetară, ecopoieză și terraformare.”
Cercetări prezentate în iunie 2015 de Universitatea din Arkansas sugerează că anumite metanogene ar putea supraviețui presiunii scăzute de pe Marte. Rebecca Mickol a descoperit în laborator că patru specii de metanogene au supraviețuit în condiții de presiune scăzută, similare celor dintr-un acvifer lichid subteran de pe Marte. Cele patru specii testate au fost Methanothermobacter⁠(d) wolfeii, Methanosarcina⁠(d) barkeri, Methanobacterium⁠(d) formicicum și Methanococcus maripaludis⁠(d). Metanogenele nu necesită oxigen sau nutrienți organici, nu sunt fotosintetice, folosesc hidrogenul ca sursă de energie și dioxidul de carbon (CO2) ca sursă de carbon, astfel putând exista în medii subterane pe Marte.

### Protejarea atmosferei

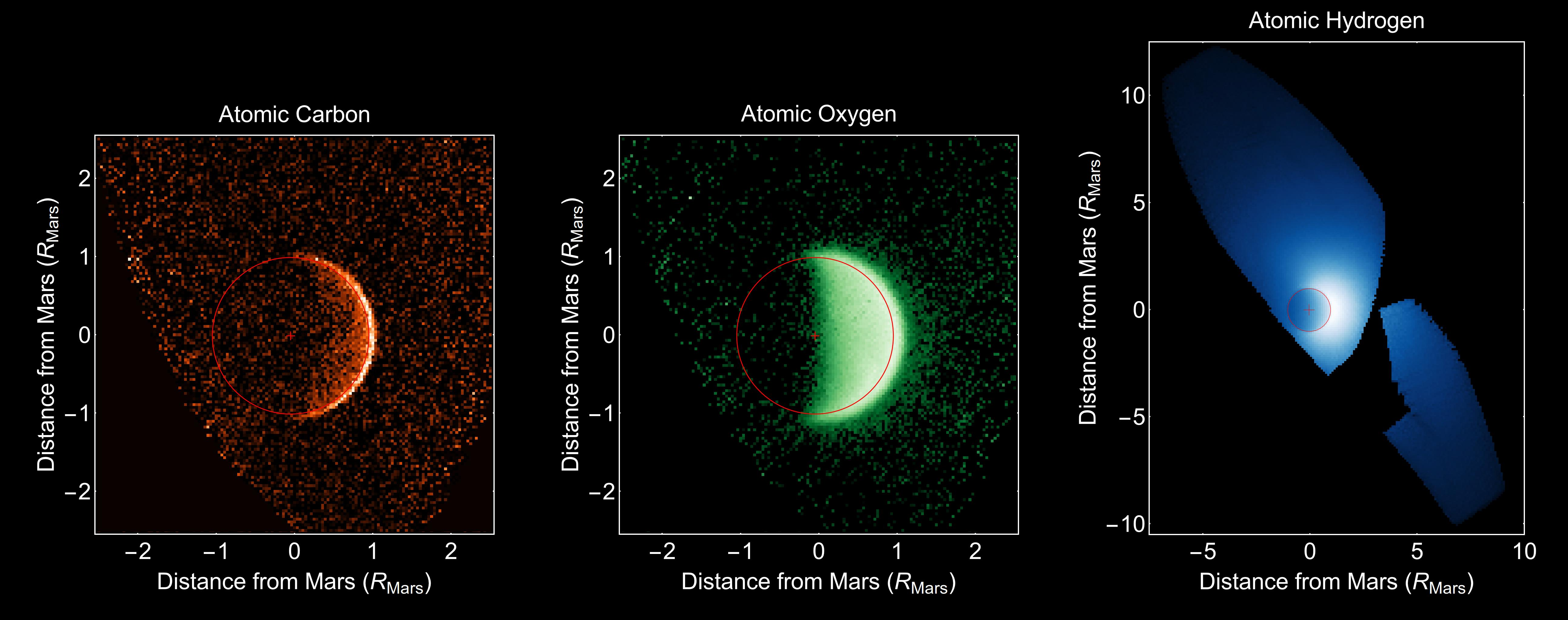
Pierderea atmosferei de pe Marte (carbon, oxigen și hidrogen) măsurată de MAVEN în UV

Un aspect cheie al terraformării lui Marte este protejarea atmosferei (atât celei existente, cât și a celei create în viitor) pentru a împiedica pierderea ei în spațiu. Unii oameni de știință formulează ipoteza că o magnetosferă artificială planetară ar fi benefică în rezolvarea acestei probleme. Conform a doi oameni de știință japonezi de la NIFS, acest lucru este fezabil cu tehnologia actuală prin construirea unui sistem de inele supraconductoare refrigerate latitudinale, fiecare purtând o cantitate suficientă de curent continuu.
Același raport susține că impactul economic al sistemului poate fi minimizat prin utilizarea lui suplimentară ca sistem de transfer și stocare a energiei planetare (SMES - Superconducting Magnetic Energy Storage).

#### Scut magnetic pe orbita L1

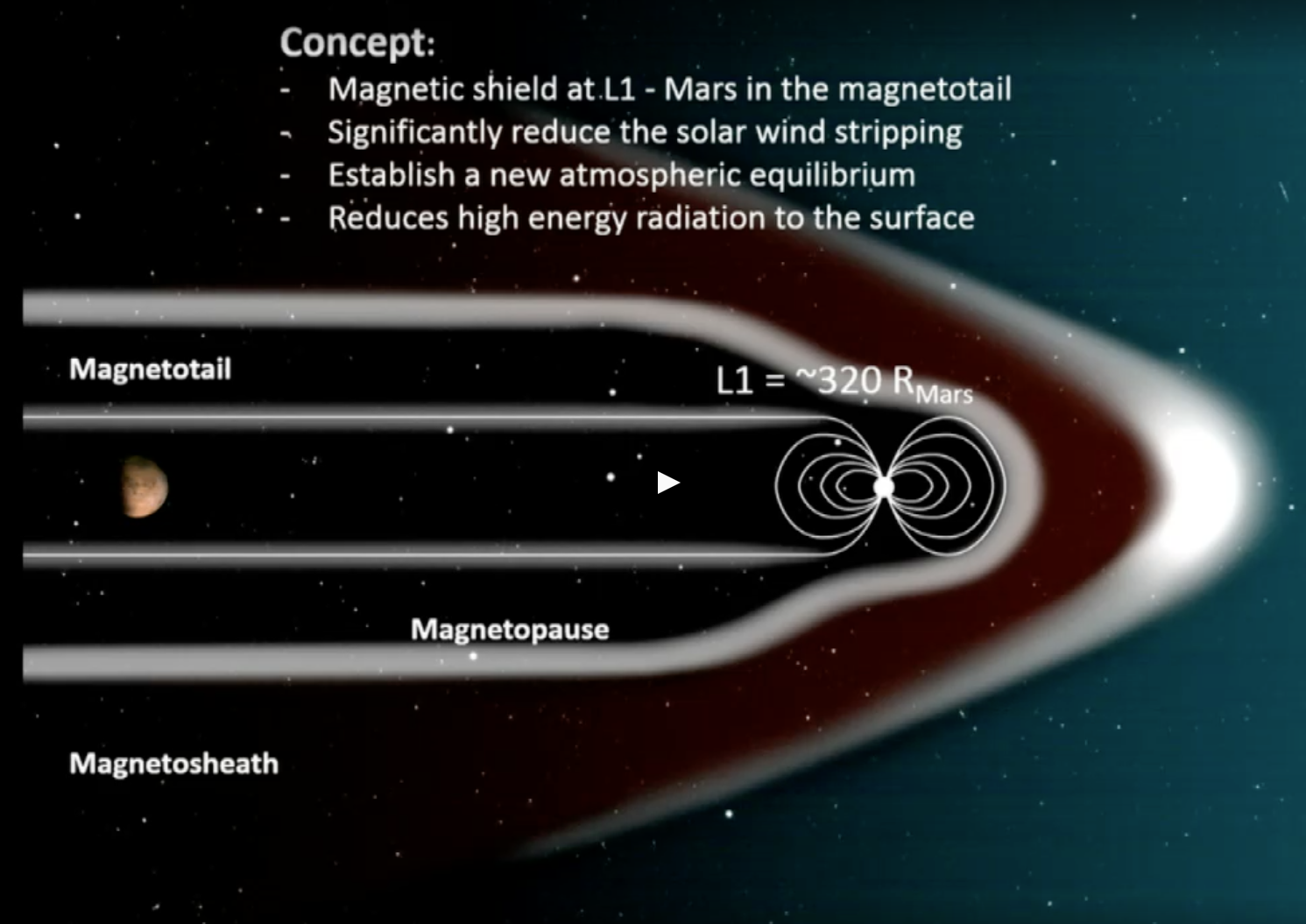
Scut magnetic pe orbita L1 în jurul lui Marte

În cadrul atelierului Planetary Science Vision 2050, desfășurat la sfârșitul lunii februarie 2017, omul de știință NASA Jim Green a propus un concept de plasare a unui câmp dipol magnetic între planetă și Soare pentru a o proteja de particulele solare de înaltă energie. Acesta ar fi amplasat la punctul Lagrange L1 al lui Marte, la aproximativ 320 de raze solare (R♂), creând o magnetosferă artificială parțială și distantă. Câmpul magnetic ar trebui să fie comparabil cu cel al Pământului și să susțină o valoare de 50 μT (microtesla) măsurată la o distanță de o rază terestră. Rezumatul lucrării citează că acest lucru ar putea fi realizat prin utilizarea unui magnet cu o putere de 1-2 tesla (10.000-20.000 de gauss). Dacă ar fi construit, scutul ar putea permite planetei să își restaureze parțial atmosfera.

#### Torul plasmatic de-a lungul orbitei lui Phobos
Crearea unui tor de plasmă de-a lungul orbitei lui Phobos prin ionizarea și accelerarea particulelor de pe lună ar putea fi suficient pentru a genera un câmp magnetic destul de puternic pentru a proteja un Marte terraformat.

## Termodinamica terraformării
Energia necesară pentru a sublima CO2 din calota polară sudică a fost modelată de Zubrin și McKay în 1993. Dacă se folosesc oglinzi orbitale, o energie electrică estimată la 120 MW-ani ar fi necesară pentru a produce oglinzi suficient de mari pentru a vaporiza calotele glaciare. Aceasta este considerată metoda cea mai eficientă, deși cea mai puțin practică. Dacă se folosesc gaze cu efect de seră puternice cu halocarburi, ar fi necesară o energie electrică de ordinul a 1.000 MW-ani pentru a realiza această încălzire. Cu toate acestea, dacă tot acest CO2 ar fi introdus în atmosferă, acesta ar dubla doar presiunea atmosferică curentă de la 6 mbar la 12 mbar, reprezentând aproximativ 1,2% din presiunea medie a nivelului mării pe Pământ. Cantitatea de încălzire care ar putea fi produsă astăzi prin introducerea a chiar și 100 mbar de CO2 în atmosferă este mică, aproximativ de ordinul a 10 K. În plus, odată ajuns în atmosferă, acesta ar fi eliminat probabil rapid, fie prin difuzie în subteran și adsorbție, fie prin condensarea din nou pe calotele polare.
Temperatura necesară la suprafață sau în atmosferă pentru a permite existența apei lichide nu a fost încă determinată cu exactitate. Este posibil ca apa lichidă să existe chiar și la temperaturi atmosferice de -28°C (-245 K). Totuși, o creștere a temperaturii cu doar 10 K este mult mai mică decât ceea ce se considera a fi necesar pentru producerea apei lichide.